# Tân Hùng
Tân Hùng là một xã cũ thuộc huyện Tiểu Cần, tỉnh Trà Vinh, Việt Nam.

## Địa lý
Xã Tân Hùng nằm ở phía nam huyện Tiểu Cần, cách thành phố Trà Vinh 27 km về phía bắc, vị trí địa lý:
- Phía đông giáp xã Ngãi Hùng
- Phía tây giáp xã Tân Hòa
- Phía nam giáp xã Hùng Hòa và huyện Trà Cú
- Phía bắc giáp thị trấn Tiểu Cần và xã Tập Ngãi.

Xã Tân Hùng có diện tích 20,01 km², dân số năm 2022 là 9.648 người, mật độ dân số đạt 482 người/km².

### Địa hình
Tân Hùng có địa hình tương đối bằng phẳng, phần lớn đất đai của xã có độ cao trung bình từ 0,8 - 1,0 m so với mặt nước biển; tuy nhiên còn có một số khu vực trong xã thấp trũng cục bộ với diện tích không đáng kể. Nhìn chung, địa hình thích hợp cho canh tác lúa, hoa màu và cây lâu năm.

### Khí hậu
Xã Tân Hùng có điều kiện khí hậu chung của tỉnh Trà Vinh là khí hậu vùng cận nhiệt đới, có hai mùa mưa và nắng rõ rệt trong năm.
Nhiệt độ: Nhiệt độ không khí cao và tương đối ổn định, dao động giữa các ngày và các tháng không lớn.
- Nhiệt độ trung bình năm: 28 °C.
- Tháng có nhiệt độ cao nhất là tháng 4: 38 °C
- Tháng có nhiệt độ thấp nhất là tháng 1: 25,4 °C.

Mưa: Tổng lượng mưa trung bình hàng năm tại khu vực khoảng 1.600 mm. Lượng mưa tập trung chủ yếu vào 6 tháng mùa mưa từ tháng 5 đến tháng 10. Các tháng còn lại lượng mưa rất ít có tháng hầu như không có mưa như tháng 2 và tháng 3.
Nắng: Xã Tân Hùng nằm trong khu vực nắng nhiều, tổng lượng nhiệt bức xạ quang hợp dồi dào, phân phối khá điều hòa qua các tháng và ổn định qua các năm. Tổng lượng bức xạ trung bình năm đạt: 385 – 448 Kcal/km²/ngày tập trung từ 8 giờ sáng tới 16 giờ trong ngày.
Gió: Xã Tân Hùng nằm ở khu vực đồng bằng sông Cửu Long nên có 2 mùa gió ứng với 2 mùa: mùa mưa gió Tây Nam và mùa nắng gió Đông Nam hoặc Đông Bắc.

### Thủy văn
Xã Tân Hùng có hệ thống sông kênh mương khá dày, Sông Cần Chông – Sông Hùng Hòa là 2 tuyến sông kênh chính chi phối toàn bộ nguồn nước cho xã, bắt nguồn từ tuyến sông này nước được lấy vào sâu trong nội đồng thông qua các tuyến kênh Cấp II, kênh cấp III và một số tuyến kênh thủy lợi khác, tạo nên mạng lưới tiêu úng, rửa phèn tốt, thuận lợi cho phát triển kinh tế nông nghiệp,...

### Tài nguyên đất
Xã Tân Hùng có 3 nhóm đất chính là: Đất phù sa đã và đang phát triển, đất phèn tiềm tàng và đất phèn hoạt động được phân bố như sau:
- Đất phù sa đã và đang phát triển: Có diện tích 1.739,64 ha chiếm 93,47% diện tích tự nhiên. Phân bố rộng khắp trên các ấp trong xã. Nhìn chung, đất thích hợp cho việc trồng lúa, trồng màu và các loại cây lâu năm.
- Đất phèn tiềm tàng: Có diện tích 45,17 ha, chiếm 2,43% diện tích tự nhiên, tập trung chủ yếu ở ấp Chợ.
- Đất phèn hoạt động: Có diện tích 76,35 ha, chiếm 4,10% diện tích tự nhiên, tập trung chủ yếu ở ấp Nhất.[1]

### Tài nguyên khoáng sản
Trên địa bàn toàn xã không có khoáng sản đặc biệt, khoáng sản đáng kể nhất là đất.

### Tài nguyên sinh vật
Tài nguyên sinh vật chủ yếu ở xã Tân Hùng là các loại cây trồng vật nuôi trong nông nghiệp: Cây lúa, cây ăn quả, cây công nghiệp ngắn ngày.

### Tài nguyên nước
Nguồn nước mặt: Xã có hệ thống sông rạch chằng chịt nên tài nguyên nước mặt rất phong phú và đa dạng thông qua các sông lớn như sông Hậu (sông Ngãi Hùng, sông Rạch Lợp) đảm bảo cho việc tưới tiêu và nuôi trồng thủy sản.
Nước ngầm: có trữ lượng dồi dào, hiện đang được khai thác dưới nhiều hình thức khác nhau như giếng bơm tay, trạm cấp nước,... chủ yếu phục vụ cho sinh hoạt của nhân dân.
Ngoài ra, với lượng mưa bình quân năm khoảng 1.709,16 mm cũng góp phần cung cấp nước đáng kể cho sản xuất và sinh hoạt của nhân dân.

## Hành chính
Xã Tân Hùng được chia thành 9 ấp: Chợ, Nhất, Nhì, Phụng Sa, Sáu, Te Le 1, Te Le 2, Trà Mềm, Trung Tiến.

## Lịch sử
Ngày 2 tháng 3 năm 1998, Chính phủ ban hành Nghị định số 13/1998/NĐ-CP về việc thành lập xã Tân Hùng trên cơ sở 1.890,89 ha diện tích tự nhiên và 8.374 nhân khẩu của xã Hùng Hoà.
Ngày 2 tháng 10 năm 2020, Bộ Xây dựng ban hành Quyết định số 1298/QĐ-BXD về việc công nhận thị trấn Tiểu Cần mở rộng (gồm thị trấn Tiểu Cần và một phần các xã Hiếu Tử, Phú Cần, Tân Hòa, Tân Hùng) là đô thị loại IV.

## Kinh tế - xã hội
Tăng trưởng kinh tế: Trong những năm qua nhờ sự ưu đãi của thiên nhiên, sự cần cù và áp dụng khoa học kỹ thuật của chính quyền địa phương, của nhân dân, năng suất và sản lượng nông nghiệp, nuôi trồng thủy sản ngày càng tăng.
- Tốc độ tăng trưởng giá trị sản xuất tăng 10,7%.
- Thu ngân sách Nhà nước trên địa bàn 244.000.000 đồng.
- Tổng thu nhập bình quân đầu người tính đến cuối năm đạt 41.000.000 đồng/người/năm. Huy động vốn đầu tư toàn xã hội 66 tỷ đồng.
- Tốc độ tăng trưởng bình quân hàng năm giữ vững 12,5% năm, sản xuất nông nghiệp tăng 58,85%, thủy hải sản tăng 3,64%, dịch vụ tăng 25,2%, tiểu thủ công nghiệp tăng 7,12%. Thu nhập bình quân đạt 9.500.000 đồng/người/năm. Xã còn 457 hộ nghèo chiếm tỷ lệ 18,41% so với tổng số hộ.

Chuyển dịch cơ cấu kinh tế: Cơ cấu kinh tế tuy có tiếp tục chuyển dịch theo hướng tích cực nhưng chưa đạt hiệu quả so với yêu cầu, tình hình thời tiết còn diễn biến phức tạp làm ảnh hưởng đến sản xuất nông nghiệp, giá cả các mặt hàng nông sản (thủy sản, gia súc, gia cầm sụt giảm mạnh) luôn biến động gây bất lợi cho Nhân dân; sản xuất công nghiệp, tiểu thủ công nghiệp chậm phát triển; đời sống của một bộ phận nhân dân còn gặp nhiều khó khăn.

### Nông nghiệp
Cây lúa: Thu hoạch 3 vụ lúa tổng sản lượng 20.177 tấn, đạt 102,64% KH (KH sản lượng 19.657,95 tấn), trong đó: vụ Đông Xuân với diện tích 1.005 ha, năng suất bình quân 7,5 tấn/ha, sản lượng 7.537,5 tấn, đạt 110,29% KH (KH 6,8 tấn/ha, sản lượng 6,834 tấn); vụ lúa Hè Thu với 1.005 ha, năng suất 6,5 tấn/ha, sản lượng 6.207,5 tấn, đạt 100% KH (KH 6,5 tấn/ ha) và vụ Thu Đông với diện tích 1.005 ha ước năng suất 6,4 tấn, sản lượng 6.432 tấn, đạt 96,96% KH (KH 6,6 tấn/ ha).
Cây màu: Thực hiện diện tích 171,54 ha, năng suất bình quân 8,32 tấn/ha, vượt 7,47% KH (KH 160 ha, sản lượng 1.328 tấn), trong đó:
- Màu lương thực thu hoạch được 17,11 ha, năng suất bình quân 8,5 tấn/ha, sản lượng 145,45 tấn, vượt 6,95% KH (KH 136 tấn).
- Màu thực phẩm thu hoạch được 154,43 ha, năng suất bình quân 8,3 tấn/ha, sản lượng 1.281,8 tấn, vượt 7,71% KH (KH 1.190 tấn).

Cây công nghiệp:
- Cây ngắn ngày: Thu hoạch mía với diện tích 10 ha, ước năng suất bình quân 100 tấn/ha, ước tổng sản lượng 1.000 tấn, đạt 100% KH (KH 10 ha).
- Cây dài ngày: Chăm sóc tốt diện tích vườn dừa hiện có 645,13 ha, sản lượng thu hoạch ước khoảng 702 triệu trái, vượt 0,86% KH (KH 696 triệu trái).
- Cây ăn trái: Cây ăn trái 50 ha, thu hoạch 530 tấn, vượt 01,92% KH (KH 520 tấn). Thu hoạch thanh long 70,1 tấn; cam sành thu hoạch ước 65 tấn; đồng thời chăm sóc tốt 02 ha thanh long và cây cam sành diện tích 12,5 ha mới trồng.

Chăn nuôi: Đàn heo tổng số 46.500 con đạt 96,87%KH (KH 48.000 con), đàn bò 1.298 con vượt 2,04%KH (KH 1.272 con), gia cầm 132.000 con đạt vượt 1,54%KH (KH 130.000 con). Tiêm phòng bệnh dại chó, mèo được 18 hộ với 45 con. Tiêm phòng H5N1 cho 93 hộ với 35.695 con gia cầm (trong đó: vịt 23.830 con, gà 11.865 con). Tiêm phòng lỡ mồm long móng cho 214 hộ với 690 con bò. Thực hiện tiêu độc khử trùng đợt II năm 2016 với 2.235 hộ chăn nuôi và đợt I năm 2017 cho 2.741 hộ chăn nuôi.
Thủy sản: Thu hoạch 1.265,3 tấn cá lóc thương phẩm với diện tích 6,2 ha và 654,38 tấn cá tra thương phẩm với diện tích 3,65 ha và khai thác tự nhiên 10,06 tấn, tổng sản lượng 1.929,74 tấn, đạt 85,5%KH (KH 2.257 tấn); Đồng thời thả mới cá tra giống được 210.000 con, 100.000 con cá lóc giống.
Thủy lợi nội đồng: Quản lý tốt hệ thống thủy lợi nội đồng đảm bảo sản xuất nông nghiệp, nạo vét hoàn thành các tuyến kênh cấp I, cấp II với tổng chiều dài 10.532m.
Hợp tác xã: Đảm bảo hoạt động đúng quy định Luật HTX và ngành nghề đăng ký kinh doanh, đến nay HTX đã kết nạp thêm 53 thành viên mới, nâng tổng số 501 thành viên (trong đó có 145 đảng viên). Trong năm HTX ký kết với công ty Ngọc Quang Phát thu mua lúa tươi cho hộ thành viên trên địa bàn của 2 vụ lúa Đông xuân và Hè thu với tổng sản lượng 1.520 tấn, đồng thời HTX tiến hành thanh toán tiền lúa đúng quy định. Thực hiện công trình tu bổ Chợ Rạch Lọp và trồng rau an toàn trong khuôn viên UBND xã.

### Công nghiệp - Tiểu thủ công nghiệp
Toàn xã có 70 cơ sở CN - TTCN với tổng giá trị sản xuất ước đạt 48,682 tỷ đồng, vượt 3,6%KH (KH 46,991 tỷ đồng), gồm các sản phẩm chủ yếu như: xay xát lương thực, tơ sơ dừa, than tổ ông, sản xuất sản phẩm từ xi măng,... Đặc biệt là hoạt động của xí nghiệp chế biến nguyên liệu từ trái dừa ở ấp Chợ và cơ sở se chỉ tơ sơ dừa ở ấp Nhì đã mang lại hiệu quả thiết thực đáp ứng nhu cầu đầu ra vùng nguyên liệu và góp phần giải quyết việc làm cho hơn 100 lao động ở địa phương.

### Thương mại - Dịch vụ
Giữ vững 74 cơ sở hiện có, đảm bảo nguồn hàng hoá phục vụ tiêu dùng đáp ứng nhu cầu tiêu dùng và sản xuất trong nhân dân, tổng giá trị sản xuất ước đạt là 118,802 tỷ đồng, vượt 4,3% KH (KH 113,905 tỷ đồng.

### Dân số
Quy mô dân số nông thôn hiện hữu là 8.844 người với 2.368 hộ (theo số liệu Ủy ban nhân dân xã cung cấp), phân bố không đều trong 9 ấp. Sự phân bố dân cư trên địa bàn không đồng đều, mật độ bình quân là 442 người/km², chủ yếu tập trung tại trung tâm của xã và dọc các tuyến giao thông thủy, bộ.

### Lao động
Dân số của xã trong độ tuổi lao động có 4.964 người, chiếm 57 % dân số, chủ yếu là lao động nông nghiệp và một số ít hoạt động trong lĩnh vực thương mại - dịch vụ, tiểu thủ công nghiệp. Trong đó:
- Lao động trong ngành nông nghiệp: 3.978 người, chiếm 80,14%.
- Lao động phi nông nghiệp: 995 người, chiếm 19,86%.
- Số lao động tạo việc làm mới 580 người, vượt 132%KH.[1]

### Giáo dục
| Bảng danh sách các trường học | Bảng danh sách các trường học | Bảng danh sách các trường học                                             |
| ----------------------------- | ----------------------------- | ------------------------------------------------------------------------- |
| STT                           | Tên trường                    | Địa chỉ                                                                   |
| Trường Trung học cơ sở        |                               |                                                                           |
| 1                             | THCS Tân Hùng                 | Ấp Chợ                                                                    |
| Trường Tiểu học               |                               |                                                                           |
| 1                             | Tiểu học Tân Hùng A           | Điểm chính ấp Nhứt Điểm phụ ấp Nhì Điểm phụ ấp Sáu Điểm phụ ấp Trung Tiến |
| 2                             | Tiểu học Tân Hùng B           | Điểm chính ấp Te Te 1 Điểm phụ ấp Te Te 2 Điểm phụ ấp Trà Mềm             |
| Trường mẫu giáo               |                               |                                                                           |
| 1                             | Mẫu giáo Tân Hùng             | Ấp Nhứt Ấp Trà Mềm Ấp Trung Tiến                                          |

## Văn hóa
Xã có 2 chùa Nam Tông :
- Chùa Ấp Sáu (chùa Suvannagandhavarìransì Prek Tung) tại ấp Sáu.
- Chùa Ấp Trung Tiến (chùa Sovannarigrod Chrây Phê) tại ấp Trung Tiến.[1]

## Giao thông
Xã có trục đường chính là Quốc lộ 54 dài khoảng 2,50 km, hương lộ 26 dài khoảng 2,59 km, đường liên ấp dài khoảng 13 km chạy ngang qua. Đây là các tuyến giao thông huyết mạch, có vai trò đặc biệt quan trọng giúp xã giao lưu với thị trấn Tiểu Cần, TP. Trà Vinh và các vùng lân cận, đồng thời là nơi tập trung dân cư và buôn bán giao dịch hàng hoá.
Toàn xã có 52,12 km đường giao thông các loại. Trong đó: Đường nhựa Quốc lộ 2,5 km mặt nhựa 6m chiếm 4,6% km đường giao thông toàn xã; hương lộ 2,59 km măt đường 3,5m chiếm 4,9 km đường giao thông toàn xã; đường danl giao thông nông thôn toàn xã là 45,12 km (38,10 km mặt đan 1,5m chiếm 73,1% km giao thông toàn xã; 7,02  km mặt đan 2m chiếm 13,46% km đường giao thông toàn xã), các tuyến đường đất dài 2 km chiếm 3,85%. Có 7 tuyến giao thông nông thôn trục ấp, 29 tuyến đường đan nội đồng. có 35 cây cầu GTNT được bê tông hóa, có 29 cống thủy lợi bằng bê tông.